# Zhyraornis
Zhyraornis — рід енанціорнісових птахів родини Zhyraornithidae. Рід існував у кінці крейдяного періоду (92 млн років тому). Його скам'янілості були знайдені у пластах формації Біссекти у Кизилкумі, Узбекистан. Відомо два види, що описані лише по часткових кістках тазу. Систематика роду проблематична і до кінця не вивчена.